# 스테파니 (영화)
《스테파니》(영어: Stephanie)는 미국에서 제작된 아키바 골즈먼 감독의 2017년 초자연 공포 영화이다. 프랭크 그릴로, 애나 토브 등이 주연으로 출연하였다.

## 출연
- 프랭크 그릴로
- 애나 토브
- 서맨사 스미스
- 해럴드 페리노
- 케네스 최

## 같이 보기
- 마마 (2013년 영화)
- 저주받은 도시 (1960년 영화)